# 2644 빅터 자라
2644 빅터 자라(2644 Victor Jara, 임시 명칭: 1973 SO2)는 소행성대 내부 영역에 있는 소행성으로 직경이 약 6km(3.7마일)이다. 이 성운은 1973년 9월 22일 크림 반도 나우흐니(Nauchnij)에 있는 크림 천체물리 관측소에서 소련계 러시아 천문학자 니콜라이 체르니크(Nikolai Chernykh)에 의해 발견되었다. 칠레 가수이자 작곡가인 빅토르 하라의 이름을 따서 명명되었다.

## 궤도 및 분류
빅터 자라는 메인 벨트 배경 인구의 비가족 소행성이다. 이 별은 3년 2개월(1,168일, 장반경 2.17 AU)마다 1.8~2.5 AU 거리로 내부 주대에서 태양을 공전한다. 궤도의 이심률은 0.17이고 황도에 대한 기울기는 3°이다.
천체의 관찰 아크는 공식 발견 관측보다 거의 20년 전인 1954년 4월 팔로마 천문대에서 수행된 사전 발견으로 시작된다.